# Levina Teerlinc
Levina Teerlinc (auch Lievine Teerlinc, geb. Levina Bening) (* um 1510-1520 in Brügge oder Gent; † 23. Juni 1576 in London) war eine niederländische Malerin und die Tochter des berühmten Miniaturisten Simon Bening. 1545 wanderte sie nach England aus und war dort von 1546 bis zu ihrem Tod 1576 Hofmalerin am englischen Königshof, erst unter Heinrich VIII. und nach dessen Tod unter allen dreien seiner Kinder, Eduard VI., Maria I. und Elisabeth I. Den beiden letzteren diente sie auch als Hofdame.
Obwohl Teerlinc als Miniaturmalerin einen Ruf fast gleich ihrem Vater erlangte und eine außergewöhnliche gesellschaftliche Anerkennung für eine Malerin ihrer Zeit genoss, sind heute kaum Werke von ihr erhalten und die wenigen Zuweisungen sind umstritten.

## Leben

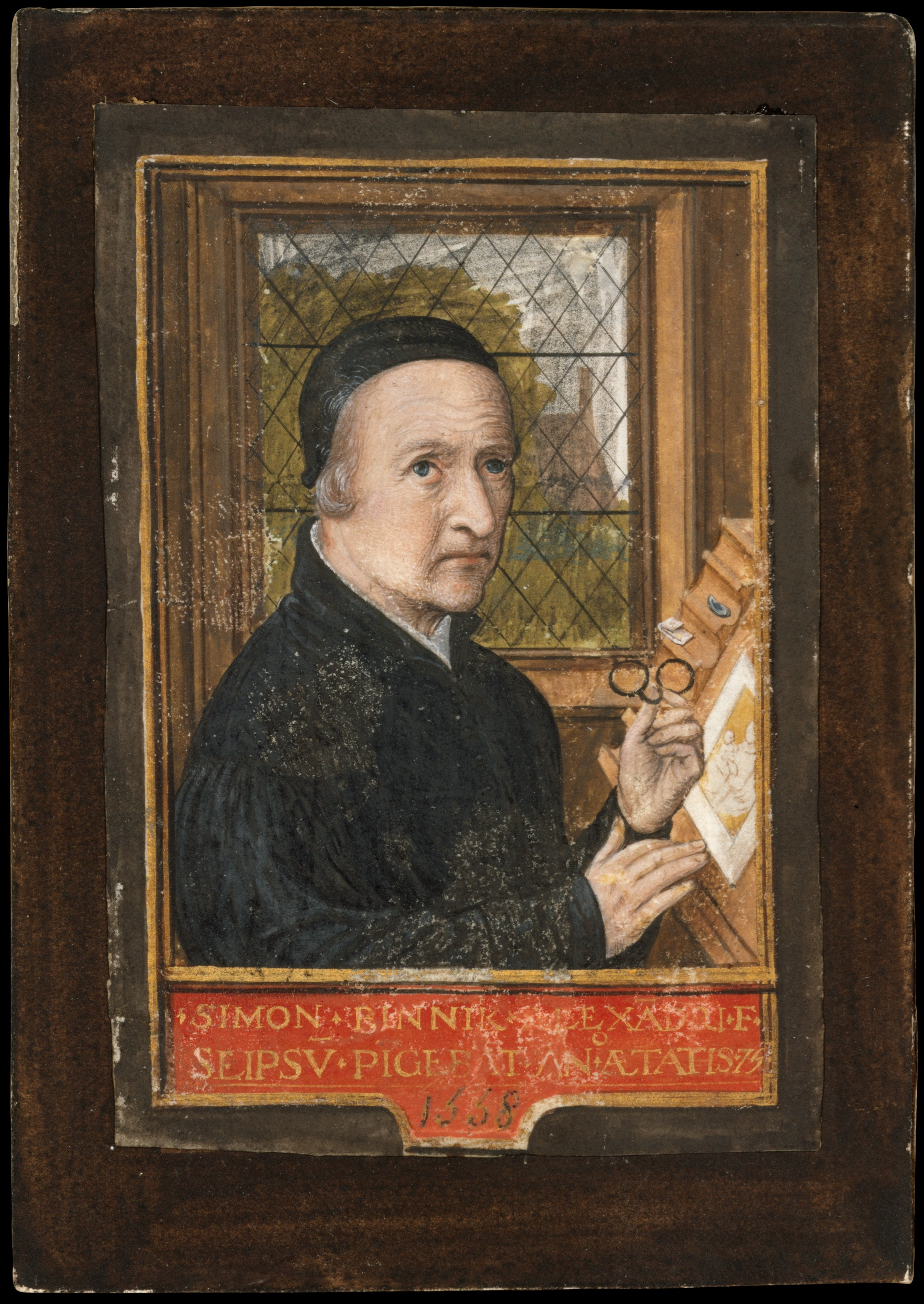
Levina Teerlincs Vater, der Maler Simon Bening

Teerlinc war die älteste von fünf Töchtern aus der ersten Ehe des Malers Simon Bening. Bereits Teerlincs Großvater Alexander Bening war ein berühmter Miniaturist und ihr Vater gilt heute als der bedeutendste Buchmaler der Gent-Brügge-Schule des 16. Jahrhunderts. Sie folgte der Familientradition und erlernte die Miniaturmalerei. Ihre Schwester Alexandra fasste ebenfalls Fuß im künstlerischen Gewerbe – sie wurde Kunsthändlerin.

### Wirken in England
Ende der 1530er Jahre war Teerlinc bereits recht bekannt für ihr Können. Um 1545 lud sie König Heinrich VIII., der von ihrer Begabung gehört hatte, nach England ein. Sein Hofmaler Hans Holbein der Jüngere war kürzlich gestorben. Levina und ihr Mann, Georg Teerlinc von Blankenberge, zogen daraufhin nach England, wo ihr im November als königliche 'Malerin' (paintrix) ein außergewöhnlich gutes Gehalt von 40 Pfund pro Jahr auf Lebenszeit zugestanden wurde, wesentlich mehr als der heute viel berühmtere und bekanntere Holbein bekommen hatte. Es sollte bis zum Ende des 16. Jahrhunderts das höchste Gehalt eines englischen Hofmalers bleiben. Ihr Ehemann Georg erhielt vom König das Amt eines Gentleman Pensioner of the Royal Household, der früheren Bezeichnung des Honourable Corps of Gentlemen at Arms.
Aus Heinrichs Regierungszeit sind keine Werke von Teerlinc bekannt, erst aus der Regierungszeit seines Sohnes Eduard VI. weiß man von einem Porträt. Im Oktober 1551 erhielt die Malerin den Auftrag, für die hohe Summe von 10 Pfund dessen Schwester, Prinzessin Elisabeth, die zukünftige Elisabeth I., zu porträtieren. Heute ist allerdings umstritten, um welches der erhaltenen Porträts von Elisabeth es sich dabei handelt.
In der Regierungszeit Marias I. fertigte Teerlinc Miniaturen der Königin beim Gebet und Porträts anderer adeliger Damen an, wie etwa von Catherine Grey, einer königlichen Cousine. 1553 überreichte sie der Königin als Neujahrsgeschenk 'ein kleines Bild der Dreifaltigkeit'. Andere Darstellungen zeigten die Königin beim Segnen der damals verbreiteten Krampfringe und beim Berühren eines Skrofulosepatienten, der sich durch das königliche Handauflegen Heilung erhoffte.
Alle vier Tudor-Monarchen scheinen Teerlincs Arbeit hoch geschätzt zu haben. Nachdem Elisabeth 1558 den Thron bestieg, bestätigte sie das Patent ihres Vaters an Teerlinc. Einer Geschichte zufolge sah Elisabeth eines Tages einen Höfling, der eine von Teerlinc gemalte Miniatur trug. Das Bild gefiel der Königin so sehr, dass sie dem Höfling befahl, es ihr zu schenken. Als Hofmalerin präsentierte Teerlinc jedes Jahr eine Miniatur als Neujahrsgeschenk und neun davon sind aus den erhaltenen Listen der königlichen Neujahrsgeschenke zwischen 1559 und 1576 belegt. Dies waren entweder Porträts der neuen Königin allein oder in einer Gruppe, z. B. mit ihren Rittern des Hosenbandordens, auf der alljährlichen Rundreise durch das Königreich oder bei der traditionellen Fußwaschung armer Frauen am Gründonnerstag. Das erste Staatssiegel Elisabeths soll ebenfalls nach einem Entwurf Teerlincs gefertigt worden sein, auch die Siegel von Maria I., wofür es aber keine Beweise gibt.

### Sozialer Status
Teerlincs sozialer Status war außergewöhnlich gut für ihren Berufsstand. In der Geschenkliste zum Neujahr 1563 wird sie als Edeldame (gentlewoman) bezeichnet und von ihrem Sohn 1595 als „vereidigt als eine in den Privatgemächern der Königin, ihrer Majestät“, d. h. als Hofdame. Aus der Liste geht hervor, dass Elisabeth Teerlinc goldene Löffel schenkte, ein Zeichen ihrer hohen Wertschätzung. Ihr Mann Georg gehörte auch unter Elisabeth als Gentleman Pensioner zu den zeremoniellen Leibwächtern der Königin und erhielt 1566 die Pacht für ein Grundstück in Stepney, wo er der Familie ein Haus für 500 Pfund errichten ließ. Im selben Jahr wurden Levina, Georg und ihr Sohn Marcus eingebürgert. Sie blieb bis zu ihrem Tod am 23. Juni 1576 Hofmalerin und lebte ganz offensichtlich in komfortablen Umständen. Ihre Beisetzung fand am 25. Juni in der Gemeindekirche St. Dunstan statt.

## Stil und Werk
Von Levina Teerlinc sind keine signierten oder anderweitig dokumentierten Werke überliefert, ein Œuvre kann nur aus den wenigen erhaltenen Miniaturen zwischen 1545 und 1575 zusammengestellt werden. Fünf Miniaturen wurden Teerlinc zugewiesen, darunter Elizabethan Maundy, die Darstellung der traditionellen Fußwaschung durch die Königin am Gründonnerstag (engl. Maundy Thursday) und ein frühes Porträt Elisabeths. Keines der Werke kann jedoch mit Sicherheit Teerlinc zugewiesen werden, möglicherweise stammen sie nicht einmal vom selben Künstler. Das 18-jährige Mädchen etwa erinnert an den Stil Lucas Horenbouts und könnte von der Miniaturistin Susanna Horenbout stammen.
Auf Basis des angenommenen Œuvre ist Levina Teerlincs Stil in der Tradition der Buchmaler des Gent-Brügge Kreises einzuordnen. Die ihr zugeschriebenen Miniaturen zeigen jedoch den Einfluss Lucas Horenbouts und in ihrer Komposition Hans Eworths. Der Kunsthistoriker Roy Strong beschreibt deren markanteste Eigenschaften als „ein Kopf auf einem zu kleinen, dünnen Körper. Die Technik ist unbeholfen, dünn, und oft flüchtig, was vielleicht überraschend ist, wenn man bedenkt, welches Ansehen sie genoss.“
Möglicherweise meinte Nicholas Hilliard Levina Teerlinc und Susanna Horenbout, als er 1600 in seinem Werk The Art of Limning schrieb: „Man kann ein ausgezeichnetes Weiß aus Quecksilber machen, das einen sehr feinen Strich zeichnet, dieses Weiß verwenden die Malerinnen.“ Dass Teerlinc allerdings Hilliards Lehrerin gewesen sei, ist gänzlich unbewiesen, zumal Hilliard selbst Hans Holbein als sein großes Vorbild preist.
Einige Forscher halten das Porträt einer Dame für ein Selbstporträt Teerlincs, da diese als Schmuck Spielwürfel trägt und teerlinc das flämische Wort für Würfel ist.

## Vermutete Werke (Auswahl)
| Bild | Titel                                                 | Jahr        | Größe / Material                                    | Ausstellung/Sammlung/Besitzer                                                |
| ---- | ----------------------------------------------------- | ----------- | --------------------------------------------------- | ---------------------------------------------------------------------------- |
|      | An Elizabethan Maundy (Fußwaschung am Gründonnerstag) | ca. 1565    | 65 × 55 mm, Pergament auf Spielkarte gezogen        | Madresfield Court, Worcester                                                 |
|      | 18-jähriges Mädchen                                   | unbekannt   | ca. 52 mm Durchmesser, Pergament auf Papier geklebt | Collection of Yale University Center for British Art, New Haven, Connecticut |
|      | Catherine Grey                                        | ca. 1550–60 | Wasserfarben auf Pergament auf Karton               | Victoria and Albert Museum                                                   |
|      | Elisabeth I. (?)                                      | ca. 1565    |                                                     |                                                                              |